# Білий Андрій Петрович
Андрі́й Петро́вич Бі́лий (*18 лютого 1968, Київ, УРСР) — український підприємець, громадський діяч; Президент Федерації кінного спорту Київщини; Президент Асоціації кінного спорту України (PEL).

## Життєпис
Андрій народився 18 лютого 1968-го року у місті Києві.
1985 року закінчив школу № 181, вступив до Київського політехнічного інституту за спеціальністю «Робототехнічні системи та комплекси», який закінчив 1991 року.

## Кар'єра
До 1993 року працював директором компанії «Дельта-комп», яка спеціалізувалась на оптовій торгівлі продуктами харчування, у 1993—1995 керував компанією «Tinga International Corp».
Був президентом українсько-голландської компанії «УДД Компанія» з виробництва алкогольних напоїв для внутрішнього і зовнішнього ринків, у 2003 році покинув цю компанію
До 2007 року працював директором виробничого підприємства «Монастирський квас». У 2007 році очолив Наглядову Раду компанії «ДАРЛ». З 2010 року — Голова Наглядової Ради «Лисичанського пивоварного заводу» та національної мережі ломбардів «Чесний відсоток».
У 2010-х Андрій Петрович Білий обіймав посаду CEO компанії Electric Marathon International, популяризатора і розробника українського електромобіля та Президента європейського ралі на електромобілях «EV Trophy».

Став організатором «Електромобільного марафону» (Electric Marathon), ралі-марафону електромобілів та гібридних автомобілів, що відбувається щороку з 2011 року. 2015 року ралі пройшло з Києва до Монако через 17 міст та 10 країн. 2016-го організував ралі Львів-Монте-Карло, що пройшло через 23 міста та 10 країн. 2017 організував ралі електромобілів EV Trophy Копенгаген-Монте-Карло, що пройшло через 7 країн, і того року до ралі приєднався принц Данський Йоакім.

## Кінний бізнез
Розвиває кінний спорт в Україні, є коневласником і конезаводчиком.
У 2018 році Андрій Білий заснував перший в Україні журнал про кінний світ — «EQUESTRIAN».

## Офіційні посади
З 2016 року Президент Федерації кінного спорту Київщини
З 2017 по 2020 роки обіймав посаду Віце-президента Всеукраїнської федерації кінного спорту
2020 року був обраний Президентом Асоціації кінного спорту України (PEL)

## Нагороди
- Міжнародна нагорода «Золотий Меркурій» (Oxford, UK) — за особистий внесок в економічний розвиток і міжнародний інтеграційний процес (2004);
- У 2004 році перший Президент України Л. М. Кравчук нагородив Андрія Білого почесним орденом «Суспільне визнання»;
- Рішенням Міністерства аграрної політики України нагороджений державним орденом «Знак Пошани» за високі виробничі показники і внесок у розвиток економіки;
- Лауреат Всеукраїнської премії «Народна Шана» від Кабінету Міністрів України за трудовий і економічний внесок у формування добробуту суспільства.

## Особисте життя
Одружений. Виховує 6 дітей і 1 онука (2019).